# Aeroporto de Sendai
O Aeroporto de Sendai (仙台空港, Sendai Kūkō?) (código IATA: SDJ, código OACI: RJSS) é um aeroporto localizado em Natori, Miyagi, a 13,6 km ao sul-sudeste da estação de Sendai. O aeroporto fechou as portas em 11 de março de 2011 devido aos danos ocasionados pelo terremoto e tsunami ocorrido no Japão em 2011.

## Terremoto e tsunami do Japão em 2011
.O aeroporto de Sendai fechou às 15:10 hora local (06:10 UTC) de 11 de março de 2011 como resultado do terremoto de Sendai. O tsunami submergiu as pistas e as estradas do aeroporto. O terminal ficou rodeado de barro e escombros. A água chegou até o segundo nível do edifício do terminal e deixou o equipamento eléctrico, os transformadores e o material de segurança inservível.
A rede ferroviária que liga ao aeroporto, a Linha Aeroporto de Sendai, também fechou devido à água. Os acontecimentos devastadores do tsunami deixaram 1.300 pessoas isoladas no edifício do terminal do aeroporto, até que foram evacuadas em 13 de março.
Em 17 de março, a pista 9/27 do aeroporto reabriu-se para acomodar os aviões de resgate e ajuda. Para reabrir o aeroporto, em 16 de março, uma equipe do "Escuadrón de Tácticas Especiais 320" da Força Aérea dos Estados Unidos lançaram-se de para-quedas e chegaram a pé até o aeroporto. Com ajuda das Forças de Autodefesa do Japão, tiraram os escombros em poucas horas para permitir aos aviões C-130 aterrar com mais ajuda e pessoal. Depois de limpar a área, em 20 de março, um C-17 dos Estados Unidos aterrou com 40 toneladas de suprimentos.

## Transporte
A Linha Aeroporto de Sendai, que liga com a estação Sendai, se abriu a 18 de março de 2007. O trajeto até a cidade de Sendai dura uns 17-25 minutos. O aeroporto é acessível por carro, através do pedágio de Sendai-Tobu, via a Rota 20. Há dois estacionamentos, localizados no edifício do terminal (Estacionamento 1, com 970 praças) e no lado este do aeroporto (Estacionamento 2, com 250 lugares).
Vários táxis e ônibus dão serviço ao aeroporto:
- Ônibus: Miyagi Kotsu (Estação Natori), Iwanuma Shimin (Estação Iwanuma) e Sendai (Yamagat Zao)
- Táxis: Cidade de Sendai e Estação Tatekoshi